# Alcova
Alcova statisztikai település az USA Wyoming államában, Natrona megyében. Lakosainak száma 34 fő (2020. április 1.).

## Népesség
A település népességének változása:
| Lakosok száma | 20   | 76   | 34   |
|               | 2000 | 2010 | 2020 |